# Cypholomia
Cypholomia là một chi bướm đêm thuộc họ Crambidae.